# Bevrijdingsdefilé (Wageningen)

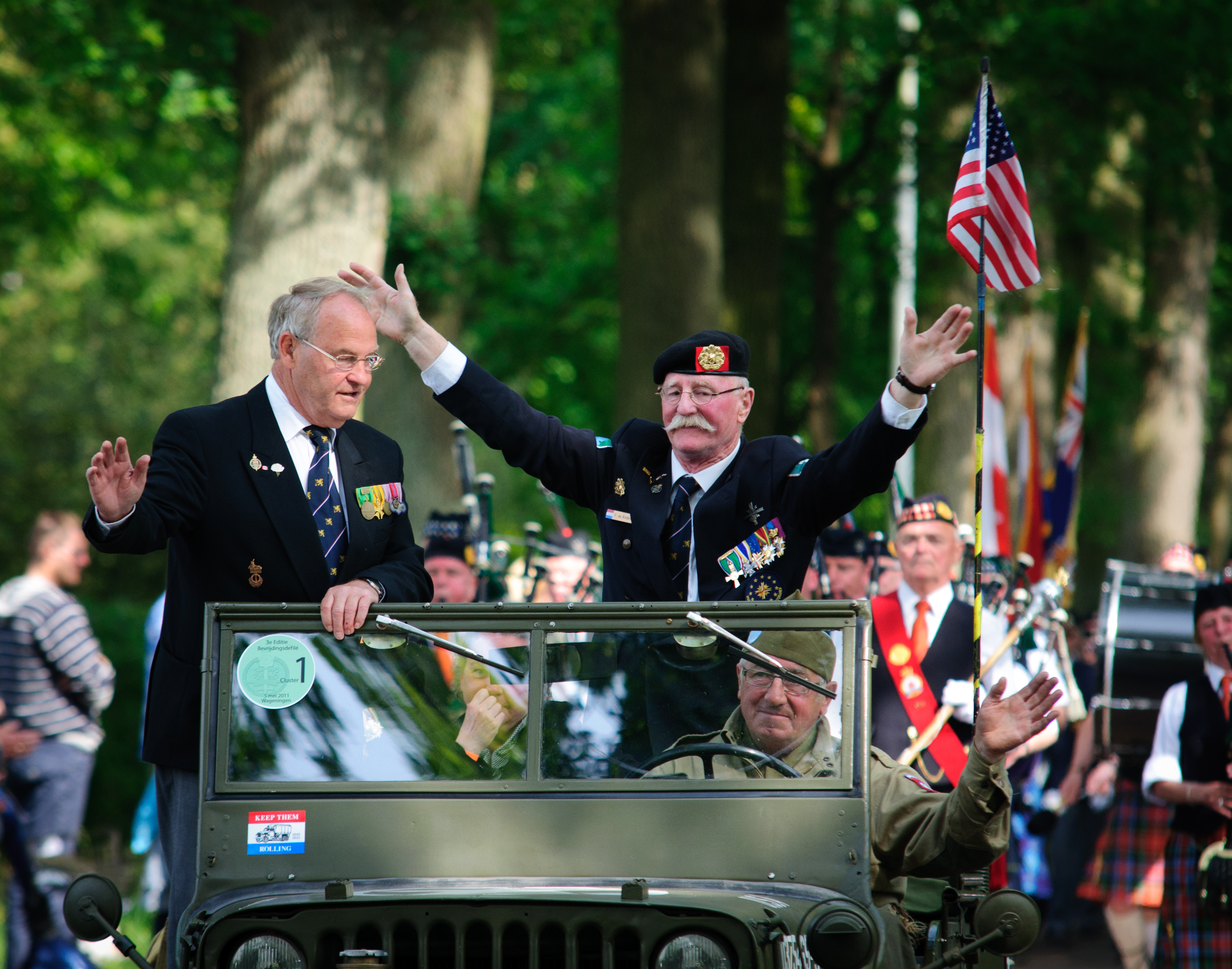
Het bevrijdingsdefilé in 2011

Het Bevrijdingsdefilé in Wageningen is een jaarlijks defilé op 5 mei waarbij de capitulatiebespreking in Wageningen en de bevrijdingsdag worden herdacht.
Jaarlijks is er een wisselend thema met Nederlandse veteranen die na 1945 elders actief zijn geweest. Rond tweeduizend veteranen doen jaarlijks mee. Deze zijn onder andere actief geweest in de Tweede Wereldoorlog, Korea, Bosnië, Irak en Afghanistan. Ook zijn verschillende organisaties als UNICEF, War Child en Amnesty International actief. Traditioneel gaan de veteranen uit de Tweede Wereldoorlog voorop in de stoet. 

## Geschiedenis
Voorheen werd het in Wageningen ieder jaar onder de naam Veteranendefilé georganiseerd. Dit werd altijd bijgewoond door Prins Bernhard. Na zijn overlijden in 2004 werd besloten om voortaan op 29 juni, zijn verjaardag, de Nationale Veteranendag in Den Haag te vieren. 
In 2006 werd besloten het defilé in Wageningen het Vrijheidsdefilé te noemen. Inmiddels is de opzet opnieuw veranderd. Met ingang van 2009 is de naam gewijzigd in Bevrijdingsdefilé, dat zich richt op de capitulatie in 1945, en waarbij de nadruk ligt op veteranen en verzetsmensen uit de Tweede Wereldoorlog. 
Defensie overwoog de medewerking in Wageningen stop te zetten maar minister Hillen van Defensie heeft in 2011 toegezegd  het defilé door te laten gaan ten minste tot 2013, waarna een evaluatie volgt.
Ook na 2013 werd het defilé voortgezet, met uitzondering van de coronajaren 2020 en 2021. 
In 2025 werd de naam bij de viering van 80 jaar bevrijding opnieuw aangepast naar Vrijheidsdefilé. Vanaf 2025 deden er voor het eerst ook Duitse veteranen mee met het defilé. 